# Gudrun Burwitz
Gudrun Burwitz (født 8. august 1929, München, død 24. maj 2018) var datter af Heinrich Himmler. Hun var gift med journalisten og forfatteren Wulf-Dieter Burwitz, som hun havde to børn med. Efter 2. verdenskrig tilbragte hun nogle år i fængsel i den britiske besættelseszone. Hun har i mange år været aktiv i organisationen Stille Hilfe für Kriegsgefangene und Internierte, der bl.a. yder støtte til tidligere medlemmer af SS.
Hun var i årene 1961-63 ansat af den vesttyske efterretningstjeneste (Bundesnachrichtendienst - BND).